# Polewali
Polewali is de hoofdstad van regentschap Polewali-Mandar in de provincie West-Sulawesi op het eiland Sulawesi. De stad heeft ongeveer 46.000 inwoners.